# Rio Pardo de Minas
Rio Pardo de Minas è un comune del Brasile nello Stato del Minas Gerais, parte della mesoregione del Norte de Minas e della microregione di Salinas.